# Sait (Einheit)
Sait war ein Volumen- und Getreidemaß in Rangun in Südostasien.
- 1 Sait = 59 3/5 Liter
- 1 Sait = 2 Sarots = 4 Pyis = 16 Sales = 32 Lames = 64 Lamyets
- 4 Saits = 1 Ten

Das Ten war der Korb und bei geschälten Reis waren es 16 Bis/Viss gleich 26,49 Kilogramm, also zwischen 56 und 58 Pfund (engl.). 